# Galatasaray Istanbul/Saison 1964/65
Die Saison 1964/65 von Galatasaray Istanbul war die 57. Saison in der Vereinsgeschichte und die 7. Saison in der türkischen Liga, der 1. Lig. Der Klub beendete die Saison auf dem 3. Platz. Die Türkiye Kupası gewannen die Gelb-Roten zum dritten Mal und im Europapokal der Pokalsieger schieden sie in der 1. Runde aus.

## Personalien

### Kader
| Nat.       | Name               | Geburtsdatum  | im Verein seit | vorheriger Verein    |
| Torhüter   | Torhüter           | Torhüter      | Torhüter       | Torhüter             |
| ---------- | ------------------ | ------------- | -------------- | -------------------- |
| Turkei     | Erdem Arat         | 1. Jan. 1946  | 1964           | Çukurova İdman Yurdu |
| Turkei     | Bülent Gürbüz      | 1. Jan. 1930  | 1960           | Kasımpaşa Istanbul   |
| Turkei     | Turgay Şeren       | 15. Mai 1932  | 1949           | eigene Jugend        |
| Turkei     | Aydoğan Tunay      | 16. März 1945 | 1964           | eigene Jugend        |
| Abwehr     |                    |               |                |                      |
| Turkei     | Ergün Acuner       | 18. Juni 1941 | 1964           | Izmirspor            |
| Turkei     | Candemir Berkman   | 25. Dez. 1934 | 1957           | eigene Jugend        |
| Turkei     | Naci Erdem         | 28. Jan. 1931 | 1964           | Beyoğluspor          |
| Turkei     | Ahmet Karlıklı     | 1. Jan. 1930  | 1957           | Adalet SK            |
| Turkei     | Doğan Sel          | 1. Dez. 1936  | 1963           | Fatih Karagümrük SK  |
| Turkei     | İsmail Şerbetçigil | 1. Jan. 1940  | 1964           | Unbekannt            |
| Mittelfeld |                    |               |                |                      |
| Turkei     | Bahri Altıntabak   | 1. Jan. 1939  | 1960           | Göztepe Izmir        |
| Turkei     | Necdet Atsüren     | 1. Jan. 1940  | 1964           | MKE Ankaragücü       |
| Turkei     | Erol Boralı        | 1. Jan. 1943  | 1961           | Unbekannt            |
| Turkei     | Turan Doğangün     | 20. Aug. 1941 | 1964           | MKE Ankaragücü       |
| Turkei     | Ergun Ercins       | 1. Jan. 1935  | 1954           | Eskişehir Şekerspor  |
| Turkei     | Ahmet Tuna Kozan   | 1. Jan. 1943  | 1964           | Karşıyaka SK         |
| Turkei     | Talat Özkarslı     | 21. Sep. 1940 | 1961           | Göztepe Izmir        |
| Turkei     | İsmet Yurtsü       | 1. Jan. 1938  | 1964           | Feriköy SK           |
| Turkei     | Mustafa Yürür      | 26. Juni 1938 | 1959           | Beykozspor           |
| Angriff    |                    |               |                |                      |
| Turkei     | Kadri Aytaç        | 6. Aug. 1931  | 1962           | Fenerbahçe Istanbul  |
| Turkei     | Ahmet Berman       | 30. Nov. 1931 | 1959           | Beşiktaş Istanbul    |
| Turkei     | Ayhan Elmastaşoğlu | 23. Aug. 1941 | 1960           | Altay Izmir          |
| Turkei     | Yılmaz Gökdel      | 20. Feb. 1940 | 1963           | Beykozspor           |
| Turkei     | Mazhar Güremek     | 1. Jan. 1944  | 1964           | Fatih Karagümrük SK  |
| Turkei     | Uğur Köken         | 28. Nov. 1937 | 1959           | eigene Jugend        |
| Turkei     | Tarık Kutver       | 1. Jan. 1940  | 1962           | Fatih Karagümrük SK  |
| Turkei     | Metin Oktay        | 2. Feb. 1936  | 1962           | Palermo              |

#### Transfers
| Zugänge | Abgänge |
| --- | --- |
| - Ergün Acuner (Izmirspor) - Erdem Arat (Çukurova İdman Yurdu) - Necdet Atsüren (MKE Ankaragücü) - Turan Doğangün (MKE Ankaragücü) - Naci Erdem (Beyoğluspor) - Mazhar Güremek (Fatih Karagümrük SK) - Ahmet Tuna Kozan (Karşıyaka SK) - İsmail Şerbetçigil (Unbekannt) - Aydoğan Tunay (eigene Jugend) - İsmet Yurtsü (Feriköy SK) | - Nuri Asan (MKE Ankaragücü) - Erdoğan Gökçen (Vefa Istanbul) - Erol Gürmen (Unbekannt) - Ergin Gürses (Unbekannt) - Benan Öney (Unbekannt) - İbrahim Ünal (MKE Ankaragücü) |

## Saison
Alle Ergebnisse aus Sicht von Galatasaray Istanbul.
Die Tabelle listet alle 1.-Lig-Spiele des Vereins der Saison 1964/65 auf. Siege sind grün, Unentschieden gelb und Niederlagen rot markiert.

### 1. Lig
| ST | Datum              | Gegner                | Ort                        | Ergebnis  | Tor(e) für Galatasaray Istanbul                                                              |
| -- | ------------------ | --------------------- | -------------------------- | --------- | -------------------------------------------------------------------------------------------- |
| 01 | 5. September 1964  | Feriköy SK            | Mithatpaşa Stadı, Istanbul | 4:0 (1:0) | 1:0 Oktay (43.), 2:0 Doğangün (56.), 3:0 Oktay (63. Elfmeter), 4:0 Gökdel (66.)              |
| 02 | 19. September 1964 | MKE Ankaragücü        | Mithatpaşa Stadı, Istanbul | 0:0       | keine                                                                                        |
| 03 | 20. September 1964 | Ankara Demirspor      | Mithatpaşa Stadı, Istanbul | 1:1 (1:1) | 1:1 Oktay (9. Elfmeter)                                                                      |
| 04 | 10. Oktober 1964   | Istanbulspor          | Mithatpaşa Stadı, Istanbul | 3:1 (2:1) | 1:0 Oktay (19. Elfmeter), 2:0 Boralı (28.), 3:1 Oktay (52.)                                  |
| 05 | 17. Oktober 1964   | Altay Izmir           | Mithatpaşa Stadı, Istanbul | 1:1 (0:0) | 1:0 Doğangün (48.)                                                                           |
| 06 | 18. Oktober 1964   | Göztepe Izmir         | Mithatpaşa Stadı, Istanbul | 3:2 (2:0) | 1:0 Aytaç (20.), 2:0 Aytaç (45.) 3:0 Boralı (46.)                                            |
| 07 | 29. Oktober 1964   | Beşiktaş Istanbul     | Mithatpaşa Stadı, Istanbul | 1:0 (0:0) | 1:0 Doğangün (58.)                                                                           |
| 08 | 7. November 1964   | PTT                   | 19 Mayıs Stadı, Ankara     | 0:1 (0:0) | keine                                                                                        |
| 09 | 8. November 1964   | Gençlerbirliği Ankara | 19 Mayıs Stadı, Ankara     | 1:2 (0:1) | 1:1 Kutver (60.)                                                                             |
| 10 | 14. November 1964  | Beykozspor            | Mithatpaşa Stadı, Istanbul | 1:0 (0:0) | 1:0 Doğangün (1.)                                                                            |
| 11 | 28. November 1964  | Hacettepe             | 19 Mayıs Stadı, Ankara     | 0:1 (0:0) | keine                                                                                        |
| 12 | 12. Dezember 1964  | Altınordu Izmir       | Alsancak Stadı, Izmir      | 1:2 (1:1) | 1:0 Oktay (18.)                                                                              |
| 13 | 13. Dezember 1964  | Izmirspor             | Alsancak Stadı, Izmir      | 5:0 (4:0) | 1:0 Oktay (12.), 2:0 Doğangün (18.), 3:0 Altıntabak (42.), 4:0 Oktay (44.), 5:0 Kutver (71.) |
| 14 | 3. Januar 1965     | Fenerbahçe Istanbul   | Mithatpaşa Stadı, Istanbul | 1:1 (0:1) | 1:1 Doğangün (69.)                                                                           |
| 15 | 10. Januar 1965    | Şekerspor             | 19 Mayıs Stadı, Ankara     | 0:0       | keine                                                                                        |
| 16 | 31. Januar 1965    | Feriköy SK            | Mithatpaşa Stadı, Istanbul | 0:1 (0:1) | keine                                                                                        |
| 17 | 14. Februar 1965   | Beşiktaş Istanbul     | Mithatpaşa Stadı, Istanbul | 3:2 (1:0) | 1:2 Oktay (60. Elfmeter), 2:2 Kutver (61.), 3:2 Kutver (70.)                                 |
| 18 | 27. Februar 1965   | Ankara Demirspor      | 19 Mayıs Stadı, Ankara     | 1:1 (0:0) | 1:0 Oktay (57.)                                                                              |
| 19 | 28. Februar 1965   | MKE Ankaragücü        | 19 Mayıs Stadı, Ankara     | 3:3 (3:1) | 1:0 Gökdel (4.), 2:0 Doğangün (37.), 3:1 Kutver (44.)                                        |
| 20 | 6. März 1965       | Istanbulspor          | Mithatpaşa Stadı, Istanbul | 4:1 (2:1) | 1:0 Elmastaşoğlu (9.), 2:0 Oktay (22.), 3:1 Gökdel (52.), 4:1 Yürür (60.)                    |
| 21 | 13. März 1965      | Altınordu Izmir       | Mithatpaşa Stadı, Istanbul | 1:0 (1:0) | 1:0 Oktay (21.)                                                                              |
| 22 | 14. März 1965      | Izmirspor             | Mithatpaşa Stadı, Istanbul | 3:1 (1:1) | 1:0 Elmastaşoğlu (6.) 2:1 Oktay (67. Elfmeter), 3:1 Elmastaşoğlu (90.)                       |
| 23 | 21. März 1965      | Fenerbahçe Istanbul   | Mithatpaşa Stadı, Istanbul | 1:1 (1:0) | 1:0 Oktay (20.)                                                                              |
| 24 | 10. April 1965     | Şekerspor             | Mithatpaşa Stadı, Istanbul | 2:1 (1:0) | 1:0 Oktay (17.), 2:0 Oktay (65.)                                                             |
| 25 | 11. April 1965     | Hacettepe             | Mithatpaşa Stadı, Istanbul | 1:0 (0:0) | 1:0 Oktay (60. Elfmeter)                                                                     |
| 26 | 21. April 1965     | Beykozspor            | Mithatpaşa Stadı, Istanbul | 2:1 (1:1) | 1:0 Yürür (16.), 2:1 Elmastaşoğlu (77.)                                                      |
| 27 | 29. Mai 1965       | Gençlerbirliği Ankara | Mithatpaşa Stadı, Istanbul | 3:2 (3:2) | 1:2 Altıntabak (35.), 2:2 Aytaç (40.), 3:2 Altıntabak (43.)                                  |
| 28 | 30. Mai 1965       | PTT                   | Mithatpaşa Stadı, Istanbul | 1:1 (1:1) | 1:1 Aytaç (27. Elfmeter)                                                                     |
| 29 | 5. Juni 1965       | Göztepe Izmir         | Alsancak Stadı, Izmir      | 3:3 (2:1) | 1:0 Elmastaşoğlu (13.), 2:0 Elmastaşoğlu (31.), 3:3 Doğangün (84.)                           |
| 30 | 6. Juni 1965       | Altay Izmir           | Alsancak Stadı, Izmir      | 1:1 (1:0) | 1:0 Elmastaşoğlu (26.)                                                                       |

### Türkiye Kupası
| Runde        | Datum            | Gegner           | Ort                        | Ergebnis  | Tor(e) für Galatasaray Istanbul   |
| ------------ | ---------------- | ---------------- | -------------------------- | --------- | --------------------------------- |
| VF-Hinspiel  | 21. Februar 1965 | MKE Ankaragücü   | 19 Mayıs Stadı, Ankara     | 1:0 (0:0) | 1:1 Kutver (57.)                  |
| VF-Rückspiel | 28. März 1965    | MKE Ankaragücü   | Mithatpaşa Stadı, Istanbul | 1:0 (1:0) | 1:0 Oktay (22. Elfmeter)          |
| HF-Hinspiel  | 12. Juni 1965    | Ankara Demirspor | Mithatpaşa Stadı, Istanbul | 1:1 (1:0) | 1:0 Oktay (2.)                    |
| HF-Rückspiel | 20. Juni 1965    | Ankara Demirspor | 19 Mayıs Stadı, Ankara     | 2:1 (1:0) | 1:1 Oktay (73.), 2:1 Yurtsü (89.) |

#### Finale

##### Hinspiel
| Paarung              | Fenerbahçe Istanbul – Galatasaray Istanbul |
| Ergebnis             | 0:0 |
| Datum                | 27. Juni 1965 um 19:30 Uhr |
| Stadion              | Mithatpaşa Stadı, Istanbul |
| Schiedsrichter       | Gaston Rowersi ( Italien) |
| Tore                 | keine |
| Fenerbahçe Istanbul  | Hazım Cantez – Hüseyin Yazıcı, İsmail Alemdaroğlu, Şükrü Birand, İsmail Kurt – Ziya Şengül, Ali İhsan Okçuoğlu, Şeref Has, Osman Göktan – Aydın Yelken, Özer Kanra Cheftrainer: Oscar Hold ( England) |
| Galatasaray Istanbul | Bülent Gürbüz – Doğan Sel, Naci Erdem, Turan Doğangün, Mustafa Yürür – Bahri Altıntabak, İsmet Yurtsü, Yılmaz Gökdel – Ayhan Elmastaşoğlu, Tarık Kutver, Metin Oktay Cheftrainer: Gündüz Kılıç        |

##### Rückspiel
| Paarung              | Galatasaray Istanbul – Fenerbahçe Istanbul |
| Ergebnis             | 1:0 (1:0) |
| Datum                | 1. September 1965 um 19:00 Uhr |
| Stadion              | Mithatpaşa Stadı, Istanbul |
| Schiedsrichter       | Nejat Şener (Istanbul) |
| Tore                 | 1:0 Metin Oktay (33., Elfmeter) |
| Galatasaray Istanbul | Bülent Gürbüz – Naci Erdem, Ergün Acuner, Doğan Sel, Mustafa Yürür, Ahmet Tuna Kozan – İsmet Yurtsü, Bahri Altıntabak, Metin Oktay – Yılmaz Gökdel, Ayhan Elmastaşoğlu Cheftrainer: Gündüz Kılıç |
| Fenerbahçe Istanbul  | Hazım Cantez – Özcan Köksoy, Hüseyin Yazıcı, Şükrü Birand, Ercan Aktuna – Ziya Şengül, Osman Göktan, Yaşar Mumcuoğlu, Birol Pekel – Şenol Birol, Aydın Yelken Cheftrainer: Oscar Hold ( England) |

### Europapokal der Pokalsieger
| Runde                 | Datum              | Gegner              | Ort                                | Ergebnis                 | Tor(e) für Galatasaray Istanbul |
| --------------------- | ------------------ | ------------------- | ---------------------------------- | ------------------------ | ------------------------------- |
| VR-Hinspiel           | 9. September 1964  | SC Aufbau Magdeburg | Ernst-Grube-Stadion, Magdeburg     | 1:1 (0:1)                | 1:1 Doğangün (52.)              |
| VR-Rückspiel          | 17. September 1964 | SC Aufbau Magdeburg | Mithatpaşa Stadı, Istanbul         | 1:1 (1:0)                | 1:1 Köken (26.)                 |
| VR-Entscheidungsspiel | 11. Dezember 1963  | SC Aufbau Magdeburg | Stadion Hohe Warte, Wien           | 1:1 n. V. (M) (1:1, 0:0) | 1:1 Oktay (81.)                 |
| 1R-Hinspiel           | 18. November 1964  | Legia Warschau      | Stadion Wojska Polskiego, Warschau | 1:2 (0:0)                | 1:1 Oktay (73.)                 |
| 1R-Rückspiel          | 3. Dezember 1964   | Legia Warschau      | Mithatpaşa Stadı, Istanbul         | 1:0 (1:0)                | 1:0 Oktay (22.)                 |
| 1R-Entscheidungsspiel | 10. Dezember 1964  | Legia Warschau      | 23 August-Stadion, Bukarest        | 0:1 (0:1)                | keine                           |

### TSYD Kupası
| Datum           | Gegner              | Ort                        | Ergebnis  | Tor(e) für Galatasaray Istanbul    |
| --------------- | ------------------- | -------------------------- | --------- | ---------------------------------- |
| 19. August 1964 | Fenerbahçe Istanbul | Mithatpaşa Stadı, Istanbul | 1:1 (1:0) | 1:0 Altıntabak (29.)               |
| 30. August 1964 | Beşiktaş Istanbul   | Mithatpaşa Stadı, Istanbul | 2:2 (1:0) | 1:0 Yurtsü (10.), 2:0 Gökdel (49.) |

## Statistiken

### Teamstatistik
| Wettbewerb                  | Punkte | daheim | daheim | daheim | daheim | daheim | auswärts | auswärts | auswärts | auswärts | auswärts | Gesamt | Gesamt | Gesamt | Gesamt | Gesamt | Tordifferenz |
| Wettbewerb                  | Punkte | Sp     | G      | U      | N      | TV     | Sp       | G        | U        | N        | TV       | Sp     | G      | U      | N      | TV     | Tordifferenz |
| --------------------------- | ------ | ------ | ------ | ------ | ------ | ------ | -------- | -------- | -------- | -------- | -------- | ------ | ------ | ------ | ------ | ------ | ------------ |
| 1. Lig                      | 39:21  | 15     | 10     | 5      | 0      | 26:11  | 15       | 4        | 6        | 5        | 25:20    | 30     | 14     | 11     | 5      | 51:31  | +20          |
| Türkiye Kupası              | –      | 3      | 2      | 1      | 0      | 3:1    | 3        | 2        | 1        | 0        | 3:1      | 6      | 4      | 2      | 0      | 6:2    | +4           |
| Europapokal der Pokalsieger | –      | 2      | 1      | 1      | 0      | 2:1    | 4        | 0        | 2        | 2        | 3:5      | 6      | 1      | 3      | 2      | 5:6    | –1           |
| Gesamt                      | 39:21  | 20     | 13     | 7      | 0      | 31:13  | 22       | 6        | 9        | 7        | 31:26    | 42     | 19     | 16     | 7      | 62:39  | +23          |

### Spielerstatistiken
| Spieler            | 1. Lig   | 1. Lig | 1. Lig      | 1. Lig     | Türkiye Kupası | Türkiye Kupası | Türkiye Kupası | Türkiye Kupası | Europapokal der Pokalsieger | Europapokal der Pokalsieger | Europapokal der Pokalsieger | Europapokal der Pokalsieger | TSYD Kupası | TSYD Kupası | TSYD Kupası | TSYD Kupası | Total    | Total | Total       | Total      |
| Spieler            | Einsätze | Tore   | Gelbe Karte | Rote Karte | Einsätze       | Tore           | Gelbe Karte    | Rote Karte     | Einsätze                    | Tore                        | Gelbe Karte                 | Rote Karte                  | Einsätze    | Tore        | Gelbe Karte | Rote Karte  | Einsätze | Tore  | Gelbe Karte | Rote Karte |
| ------------------ | -------- | ------ | ----------- | ---------- | -------------- | -------------- | -------------- | -------------- | --------------------------- | --------------------------- | --------------------------- | --------------------------- | ----------- | ----------- | ----------- | ----------- | -------- | ----- | ----------- | ---------- |
| Ergün Acuner       | 1        | 0      | 0           | 0          | 0              | 0              | 0              | 0              | 0                           | 0                           | 0                           | 0                           | 0           | 0           | 0           | 0           | 1        | 0     | 0           | 0          |
| Erdem Arat         | 3        | 0      | 0           | 0          | 1              | 0              | 0              | 0              | 0                           | 0                           | 0                           | 0                           | 0           | 0           | 0           | 0           | 4        | 0     | 0           | 0          |
| Necdet Atsüren     | 4        | 0      | 0           | 0          | 0              | 0              | 0              | 0              | 0                           | 0                           | 0                           | 0                           | 1           | 0           | 0           | 0           | 5        | 0     | 0           | 0          |
| Bahri Altıntabak   | 10       | 3      | 0           | 0          | 3              | 0              | 0              | 0              | 0                           | 0                           | 0                           | 0                           | 2           | 1           | 0           | 0           | 15       | 4     | 0           | 0          |
| Kadri Aytaç        | 21       | 4      | 0           | 0          | 3              | 0              | 0              | 0              | 3                           | 0                           | 0                           | 0                           | 2           | 0           | 0           | 0           | 29       | 4     | 0           | 0          |
| Candemir Berkman   | 22       | 0      | 0           | 1          | 3              | 0              | 0              | 0              | 4                           | 0                           | 0                           | 0                           | 0           | 0           | 0           | 0           | 29       | 0     | 0           | 1          |
| Ahmet Berman       | 29       | 0      | 0           | 0          | 2              | 0              | 0              | 0              | 5                           | 0                           | 0                           | 0                           | 2           | 0           | 0           | 0           | 38       | 0     | 0           | 0          |
| Erol Boralı        | 14       | 2      | 0           | 0          | 0              | 0              | 0              | 0              | 0                           | 0                           | 0                           | 0                           | 1           | 0           | 0           | 0           | 15       | 2     | 0           | 0          |
| Turan Doğangün     | 19       | 8      | 0           | 0          | 3              | 0              | 0              | 0              | 4                           | 1                           | 0                           | 0                           | 2           | 0           | 0           | 0           | 28       | 9     | 0           | 0          |
| Ayhan Elmastaşoğlu | 10       | 7      | 0           | 0          | 5              | 1              | 0              | 0              | 0                           | 0                           | 0                           | 0                           | 0           | 0           | 0           | 0           | 15       | 8     | 0           | 0          |
| Ergun Ercins       | 2        | 0      | 0           | 0          | 0              | 0              | 0              | 0              | 0                           | 0                           | 0                           | 0                           | 0           | 0           | 0           | 0           | 2        | 0     | 0           | 0          |
| Naci Erdem         | 26       | 0      | 0           | 0          | 6              | 0              | 0              | 0              | 6                           | 0                           | 0                           | 0                           | 2           | 0           | 0           | 0           | 40       | 0     | 0           | 0          |
| Yılmaz Gökdel      | 29       | 3      | 0           | 0          | 6              | 0              | 0              | 0              | 4                           | 0                           | 0                           | 0                           | 2           | 1           | 0           | 0           | 41       | 4     | 0           | 0          |
| Bülent Gürbüz      | 19       | 0      | 0           | 1          | 5              | 0              | 0              | 0              | 3                           | 0                           | 0                           | 0                           | 2           | 0           | 0           | 0           | 29       | 0     | 0           | 1          |
| Mazhar Güremek     | 1        | 0      | 0           | 0          | 0              | 0              | 0              | 0              | 0                           | 0                           | 0                           | 0                           | 0           | 0           | 0           | 0           | 1        | 0     | 0           | 0          |
| Ahmet Karlıklı     | 1        | 0      | 0           | 0          | 1              | 0              | 0              | 0              | 0                           | 0                           | 0                           | 0                           | 0           | 0           | 0           | 0           | 2        | 0     | 0           | 0          |
| Uğur Köken         | 0        | 0      | 0           | 0          | 0              | 0              | 0              | 0              | 6                           | 1                           | 0                           | 0                           | 0           | 0           | 0           | 0           | 6        | 1     | 0           | 0          |
| Ahmet Tuna Kozan   | 0        | 0      | 0           | 0          | 1              | 0              | 0              | 0              | 0                           | 0                           | 0                           | 0                           | 0           | 0           | 0           | 0           | 1        | 0     | 0           | 0          |
| Tarık Kutver       | 27       | 5      | 0           | 0          | 5              | 1              | 0              | 0              | 6                           | 0                           | 0                           | 0                           | 2           | 0           | 0           | 0           | 40       | 6     | 0           | 0          |
| Metin Oktay        | 22       | 17     | 0           | 0          | 6              | 3              | 0              | 0              | 6                           | 3                           | 0                           | 0                           | 0           | 0           | 0           | 0           | 34       | 23    | 0           | 0          |
| Talat Özkarslı     | 0        | 0      | 0           | 0          | 0              | 0              | 0              | 0              | 5                           | 0                           | 0                           | 0                           | 0           | 0           | 0           | 0           | 5        | 0     | 0           | 0          |
| Doğan Sel          | 25       | 0      | 0           | 0          | 6              | 0              | 0              | 0              | 6                           | 0                           | 0                           | 0                           | 2           | 0           | 0           | 0           | 39       | 0     | 0           | 0          |
| İsmail Şerbetçigil | 1        | 0      | 0           | 0          | 0              | 0              | 0              | 0              | 0                           | 0                           | 0                           | 0                           | 0           | 0           | 0           | 0           | 1        | 0     | 0           | 0          |
| Turgay Şeren       | 7        | 0      | 0           | 0          | 0              | 0              | 0              | 0              | 3                           | 0                           | 0                           | 0                           | 0           | 0           | 0           | 0           | 10       | 0     | 0           | 0          |
| Aydoğan Tunay      | 1        | 0      | 0           | 0          | 0              | 0              | 0              | 0              | 0                           | 0                           | 0                           | 0                           | 0           | 0           | 0           | 0           | 1        | 0     | 0           | 0          |
| İsmet Yurtsü       | 15       | 0      | 0           | 0          | 4              | 1              | 0              | 0              | 2                           | 0                           | 0                           | 0                           | 2           | 1           | 0           | 0           | 23       | 2     | 0           | 0          |
| Mustafa Yürür      | 22       | 2      | 0           | 0          | 5              | 0              | 0              | 0              | 3                           | 0                           | 0                           | 0                           | 0           | 0           | 0           | 0           | 30       | 2     | 0           | 0          |